# Talia et le Royaume Arc-en-ciel
Talia et le royaume Arc-en-ciel (True and the Rainbow Kingdom) est une série télévisée d'animation 3D canadienne-américaine en 29 épisodes de 22 minutes basée sur l'œuvre du duo d'artistes américains FriendsWithYou (en). La série a été réalisée au Canada par le Guru Studio pour la plateforme Netflix. Home Plate Entertainment (en), FriendsWithYou, et I Am Other (en) (une entreprise de Pharrell Williams) ont participé à son développement,,. La série est sortie pour la première fois sur Netflix le 11 août 2017.
Au Québec, la série est diffusée sur le bloc Zone des petits d'ICI Radio-Canada Télé depuis le 4 février 2018. En France, la série est diffusée sur Boomerang depuis 2021.

## Personnages
- Talia (anglais : True ; VQ : Catherine Bonneau ; VO : Michela Luci)
- Bartleby (VQ : Nicholas Savard L'Herbier ; VO : Jamie Watson)
- Le roi Arc-en-ciel (anglais : Rainbow King ; VQ : François Caffiaux ; VO : Eric Peterson)
- Zee (VQ : Valérie Gagné ; VO : Dante Zee)
- Grizelda (VQ : Dominique Laniel ; VO : Anna Bartlam)

Version québécoise
- Société de doublage : Audio Postproduction SPR Inc.[7]
- Direction artistique : Lisette Dufour
- Adaptation : Thibaud de Courrèges, Bérengère Rouard
- Prise de son : Jean-Pierre Bissonnette, Philippe Racine

 Source et légende : version québécoise (VQ) sur Doublage.qc.ca

## Épisodes

### Talia et le Royaume Arc-en-cielsaison 1 (2017)
| №  | Titre                                                    | Scénariste(s)   | Diffusion sur la télévision linéaire (ICI Radio-Canada Télé) |
| -- | -------------------------------------------------------- | --------------- | ------------------------------------------------------------ |
| 1  | La Super Soirée musique magique Super Duper Dance Party  | John Slama      | 4 mars 2018                                                  |
| 2  | Frookie en folie Frookie Sitting                         | Doug Sinclair   |                                                              |
| 3  | Crampon-colle Zappy Cling!                               | John Slama      | 8 avril 2018                                                 |
| 4  | Zim zoom vroum Zip Zap Zooooom!                          | Tom K. Mason    | 22 avril 2018                                                |
| 5  | Le Roi du prout A Royal Stink                            | Doug Sinclair   | 6 mai 2018                                                   |
| 6  | Les Grizmos grimacent ! Great Grizmos                    | MCM Craig Young | 25 mars 2018                                                 |
| 7  | Les Mini renforts ! Little Helpers                       | Carolyn Hay     | 1er avril 2018                                               |
| 8  | La Caverne des souhaits sans soucis Wishing Heart Hollow | Dave Dias       | 4 février 2018                                               |
| 9  | Les Matounatis The Kittynati                             | Diana Moore     | 11 mars 2018                                                 |
| 10 | Le Mystère des Croquemoitous A Berry Big Mystery         | Diana Moore     | 15 avril 2018                                                |

### Talia: Amis magiques(True: Magical Friends; 2018)
| №  | # | Titre                                                        | Scénariste(s) | Diffusion sur le télévision linéaire (ICI Radio-Canada Télé) |
| -- | - | ------------------------------------------------------------ | ------------- | ------------------------------------------------------------ |
| 11 | 1 | Princesse Grizbote Princess Grizbot                          | Doug Sinclair | 3 juin 2018                                                  |
| 12 | 2 | L'œuf Hino Tari Hino Tari Hullabaloo                         | Tom K. Mason  |                                                              |
| 13 | 3 | Les reines du jour et de la nuit Queens of the Day and Night | Amy Benham    | 17 juin 2018                                                 |
| 14 | 4 | L'Échange-tout True Switcheroo                               | Doug Sinclair | 24 juin 2018                                                 |
| 15 | 5 | Fi Fa Fo Frookie Fee Fi Fo Frookie                           |               |                                                              |

### Talia: Vœux merveilleux(True: Wonderful Wishes; 2018)
| №  | # | Titre                               | Scénariste(s)   | Diffusion sur le télévision linéaire (ICI Radio-Canada Télé) |
| -- | - | ----------------------------------- | --------------- | ------------------------------------------------------------ |
| 16 | 1 | La mer animée The Living Sea        | John Slama      | 13 mai 2018                                                  |
| 17 | 2 | À vos souhaits ! Cosmic Sneeze      |                 |                                                              |
| 18 | 3 | Blobs volants ! Woo-Woo Sky Blubbs  | MCM Craig Young | 20 mai 2018                                                  |
| 19 | 4 | Où est le souhait ? Wish Gone Wild  | Tom K. Mason    | 27 mai 2018                                                  |
| 20 | 5 | La mousse qui pousse Big Mossy Mess | Jamie Whitney   | 29 avril 2018                                                |

### Autres épisodes
| № | # | Titre                      | Scénariste(s)   | Diffusion sur le télévision linéaire (ICI Radio-Canada Télé) |
| - | - | -------------------------- | --------------- | ------------------------------------------------------------ |
|   |   | Drôle de troll             | MCM Craig Young | 10 juin 2018                                                 |
|   |   | Méli-mélo de guilis goulus |                 | 1er juillet 2018                                             |